# Paradoxopla
Paradoxopla là một chi Moth trong họ Lasiocampidae.